# Sortida de l'armari
La sortida de l'armari és una metàfora que conceptualitza col·loquialment el fet de revelar l'orientació afectivosexual d'una persona homosexual, bisexual, o bé, revelar la identitat de gènere d'una persona transgènere. En altres paraules, es tracta de fer saber a la comunitat la vertadera sexualitat o identitat de gènere de la persona si aquestes no són heterosexual o cissexual. Per tant, és una decisió pròpia i voluntària de mostrar-se vertaderament al món. La revelació de la pròpia sexualitat pren rellevància en les persones LGBT en contexts socials heterosexistes i heteronormatius, ja que suposa un canvi en la concepció sobre la persona que surt de l'armari i un desafiament d'aquestes normes socials.
La sortida de l'armari exigeix que, prèviament, la persona reconegui la seva orientació afectiva i sexual o identitat de gènere. A més a més, requereix l'autoacceptació. Aquest procés previ d'autoacceptació pot ser dificultat per la presència d'homofòbia interioritzada o transfòbia interioritzada. D'altra banda, la persona LGBT sovint valora el risc social (perdre la feina, amics o família) o risc d'agressions físics i psicològics de la revelació, ja que pot sofrir conseqüències perjudicials a causa de prejudicis, violència o fòbia de la diversitat 
Als Estats Units d'Amèrica, es va declarar l'11 d'octubre des del 1988 el dia de la sortida de l'armari i el costum es va estendre a uns altres països.

## Etimologia i variants
L'expressió en català sortida de l'armari és un anglicisme que a la vegada és un modisme en l'anglès. És la traducció literal de coming out of the closet. Sovint s'utilitza l'abreviació coming out, que es tradueix al català per sortir. Aquesta metàfora prové del que era el debut al ball en el qual les dones joves es presentaven a la societat. A poc a poc, el significat de l'expressió s'ha ampliat a altres col·lectius i situacions. S'utilitza com a sinònim de fer públic i reconèixer amb orgull alguna característica personal que es mantenia oculta, perquè socialment podia ser considerada vergonyant.
L'expressió sortida de l'armari va inspirar altres expressions de l'argot LGBT, relacionades amb l'exteriorització de la pròpia orientació sexual o identitat de gènere. «Ser fora de l'armari» significa que una persona visibilitza amb naturalitat la seva orientació i identitat de gènere. Contràriament, per referir-se a les persones que amaguen la seva orientació i identitat sexual i que viuen reprimides pel motiu que sigui s'utilitza l'expressió «ser a l'armari» o «estar armaritzada». Així, una persona pot ser a l'armari en un cercle social i ser fora de l'armari en un altre.
La sortida de l'armari, que és un acte voluntari es diferencia de l'outing que és la revelació pública per part de terceres persones de la sexualitat d'una persona famosa o socialment coneguda, generalment sense el seu consentiment o en contra de la seva voluntat. Una part de l'activisme LGBT defensa l'outing, sobretot de persones amb postures homòfobes, com a mesura de visibilització.

## Com i quan sortir, dificultats i conseqüències
La sortida de l'armari requereix d'acceptar-se a si mateix, de tenir prou autoestima i orgull gai i de vèncer una eventual homofòbia interioritzada, ja que el rebuig o negació de la pròpia homosexualitat és un fre a qualsevol exteriorització positiva. Segons el psicòleg Gabriel J. Martín sortir de l'armari no és una obligació i explica que «la manera en què se surt de l'armari dependrà del tipus de relació que es tingui amb la persona». Així mateix, la manera de sortir dependrà del cercle al qual pertanyi la persona a qui se sortirà de l'armari. Distingeix entre el cercle íntim, privat, social i públic. Explica que en entorns on l'homosexualitat està acceptada i no comporta una penalització, a vegades és més la por al que succeirà que la realitat que ocorrerà.
Es pot fer de moltes maneres, de manera més o menys dramàtica, per una declaració verbal als mitjans de comunicació o per manifestar-se de manera unívoca amb el seu cònjuge a un lloc públic, entre d'altres. De fet, una persona pot fer si vol la seva sortida de l'armari, o proclamació pública dels seus gustos i preferències sexuals, cada vegada que es troba a un medi nou: una nova feina o un barri nou.
Les persones del col·lectiu heterosexual no requereixen una sortida de l'armari, perquè la majoria categoritza automàticament tothom que no diu explícitament el contrari, d'ofici com heterosexual. Les dificultats de la sortida de l'armari es deuen a les creences de la persona, com també a la por de patir agressions o discriminacions en un context social LGBTfòbic.
Pel que fa al context social, la LGBTfòbia és el principal risc a l'hora d'afrontar una sortida de l'armari. La pertinença a certs grups socials, que presenten una homofòbia ferma, dificulten la sortida de l'armari. Com poden ser els equips esportius, les famílies conservadores o religions fonamentalistes. Als Estats Units, segons un estudi de l'associació de la defensa del drets dels gais i lesbianes, National Gay and Lesbian Task Force, entre el 20% i el 40% dels joves sense llar són homosexuals que han fugit per por de l'homofòbia parental o que han sigut fets fora de casa després d'una sortida de l'armari.
La conseqüència de la sortida de l'armari és un reajustament de les relacions personals. La reacció per part de l'entorn social és determinant per la situació psicològica i social de la persona, posterior a la sortida de l'armari. La resposta pot ser l'acceptació o el rebuig de la persona o la seva sexualitat. Així doncs, les conseqüències depenen del context social i legal. Les conseqüències poden variar molt entre països amb lleis que penalitzen l'homosexualitat i la transexualitat i països que protegeixen els drets de les persones LGBT. El poeta iranià Payam Feili (1985) va haver de fugir cap a Turquia i després a Israel després de començar la seva primera novel·la amb la frase «Tinc vint-i-ú anys. Sóc homosexual». Malgrat la situació convulsa en conseqüència del la seva sortida va dir: «Crec que és encara més perillós de viure amagat. Amb el temps comences a mentir i et quedes isolat en la teva solitud.»
La sortida de l'armari pot tenir beneficis positius en la salut i el benestar, com ho demostra la baixa del grau d'angoixa en comparar amb persones que s'amaguen, així com la millora de la salut física. Per contra, alguns estudis suggereixen que la sortida no sempre redueix les dificultats i és, en realitat, un període en què els riscos d'assetjament, victimització i suïcidi pugen quan la persona no té una xarxa relacional que li doni suport.
Hi ha uns primers estudis sobre els efectes sobre la salut. La temàtica té una dificultat metodològica, com que no és gaire possible de fer un estudi comparatiu entre un grup de persones sortides i un grup encara dins de l'armari, aquests, en amagar-se, per força, no es poden identificar per participar en un estudi. Al Canadà, un estudi de la Universitat de Mont-real observa que les persones que són fora de l'armari en la seva família o cercle d'amics presenten un menor nivell de cortisol (hormona relacionada amb l'estrès) després de despertar-se, en comparació amb lesbianes, gais i bisexuals que no han fet pública aquesta condició. Així doncs, conclouen que ser fora de l'armari pot protegir la persona de malalties, ja que n'hi ha de relacionades amb el nivell de cortisol. Això no obstant, l'estudi presenta certs límits com no tenir en compte els canvis psicològics durant el mateix procés de sortir de l'armari.

## La sortida de la premsa LGBT
A causa de les prohibicions, la censura i la manca de tolerància, la comunitat LGBT quedava discreta en la seva comunicació i les seves publicacions eren discretes, només enviades als membres en sobres anònims i títols neutres. Vers la fi de la dècada del 1970, això va canviar i moviments alternatius, sovint guiats per l'anarcosocialisme inspirat pel maig francès, van sortir de l'armari, com De Rooie Vlinder (1976-1981) a Flandes. Les primeres revistes de difusió pública als quioscs amb títols clars van ser, entre d'altres, Le Gai Pied (1979-1982) a França, i als Països Baixos i Flandes Gay Krant, des del 1980 fins avui dia.

## Unes sortides famoses
- La primera sortida de l'armari de la història es va fer el 29 d'agost del 1867 a Múnic, quan el jurista alemany Karl Heinrich Ulrichs va llegir un pamflet davant un congrés de 500 juristes.[16][17]
- La primera sortida de l'armari a la península ibèrica documentada va protagonitzar el 1976 a València el pare jesuïta Salvador Guasch, fundador de l'associació Fraternidad Cristiana de la Amistad.[18]
- Justin Fashanu, futbolista de primera britànic, el 1990. Acorralat per la pressió i les reaccions homofòbiques es va suïcidar el 1998.[19]
- Ellen DeGeneres a la sèrie Ellen, el 1997 que vint anys després va rebre la medalla Presidential Medal of Freedom de les mans de Barack Obama en reconeixement del seu coratge.[20][21]
- Thomas Hitzlsperger, exfutbolista alemany, el 2014[22]
- Payam Feili, escriptor iranià, el 2014[23]
- Klaus Wowereit, polític i exalcalde de Berlín, el 2001[24]
- Elio di Rupo, polític socialista i primer ministre de Bèlgica, el 2001[25]

## Sortides a obres d'art
- Escal-Vigor (1899), una novel·la de Georges Eekhoud
- Pijpelijntjes (1904), una novel·la de Jacob Israël de Haan
- Un amor fora ciutat (1970) de Manuel de Pedrolo i Molina, novel·la condemnada pel Tribunal d'Ordre Públic per què no descrivia l'«homosexualismo» com un «objeto de horror y de execración» (castellà).[26]
- Angels in America, una pel·lícula de Mike Nichols amb Emma Thompson
- Fucking Åmål, una pel·lícula de Lukas Moodysson
- Enric a El cor de la ciutat (2008)[27]